# Filmzeitschrift
Filmzeitschriften beziehungsweise -magazine sind ein wichtiges (Massen-)Medium der Filmkritik. Im Gegensatz zu Besprechungen einzelner Filme, zum Beispiel in Tageszeitungen, oder der schlichten Beschreibung beziehungsweise Inhaltsangaben in einem Filmprogrammheft auf der einen und rein akademisch-filmwissenschaftlichen Büchern auf der anderen Seite, erlauben sie die Verbindung der Auseinandersetzung mit einzelnen Filmen mit grundsätzlichen Überlegungen zum Medium Film und seinen Kommentaren, Produktions- und Rezeptionsbedingungen zu aktuellen Entwicklungen in der Branche.

## Entwicklung der Filmpresse

### Bundesrepublik Deutschland
Die deutsche Filmpresse war in der Bundesrepublik lange Jahre stark vom Engagement der großen christlichen Kirchen geprägt. Der Katholische Filmdienst für die Jugend (heute film-dienst) und der Evangelische Filmbeobachter (heute epd Film) besprachen nahezu alle in die Kinos kommenden Filme ausführlich und gaben Empfehlungen ab, die sich bis in die 1970er Jahre stark an Jugendschutzvorstellungen und christlicher Moral orientierten. Auf den zusammenfassenden Kurzkritiken im Filmdienst basiert das Lexikon des internationalen Films, das Standardwerk im deutschsprachigen Raum. Seit den 1970ern vertreten film-dienst und epd Film nicht mehr nur jugendschützerische und kulturkritische Interessen.
Neben der konfessionellen Filmpresse gab es immer wieder Versuche, eine von den Kirchen unabhängige Filmpresse zu etablieren, zum Beispiel die Filmkritik, die aber meist früher oder später wegen finanziellen Problemen aufgeben mussten.
Seit den 1990er Jahren hat sich eine Reihe von unabhängigen Filmzeitschriften entwickelt, die von Filmemachern oder Filmjournalisten gegründet wurden. Die Zeitschriften decken eine Vielzahl von Sichtweisen und Standpunkten auf den deutschen und internationalen Film ab. Sie haben sich von den klassischen journalistischen Genres (Kritik, Feature et cetera) gelöst und widmen sich in Interviews, Essays und anderen Textformen dem filmemacherischen Prozess und der filmtheoretischen Einordnung der Filme.

### Österreich
Die erste österreichische Filmzeitschrift war die von Edmund Porges gegründete Kinematographische Rundschau und erschien von 1907 bis 1917 (ihr Nachfolger war die Neue Kino-Rundschau, die von 1917 bis 1922 erschien und ebenfalls von Edmund Porges herausgegeben wurde), zunächst jede zweite Woche, ab 1911 wöchentlich. Ab 1908 erschien zusätzlich der Österreichische Komet, zunächst ebenfalls zweiwöchentlich und ab 1911 bis zu seiner Umbenennung in Das Kino-Journal (1919–1939) nach der 468. Ausgabe wöchentlich. Mit Ausnahme von Paimann’s Filmlisten, die (mit Unterbrechungen) von 1916 bis 1965 wöchentlich erschienen, waren die übrigen Zeitschriftengründungen der Monarchie von kürzerer Lebensdauer, zwischen ein und fünf Jahren. Die Zeitschriften richteten sich damals überwiegend an Fachpublikum – vor allem an Kinobesitzer, Verleih- und Vertriebsgesellschaften – und hatten ihre Schwerpunkte in der Berichterstattung über wirtschaftliche, technische, politische und gesellschaftliche Aspekte sowie in Ankündigungen von Filmen, Adressverzeichnissen und Programmvorschauen. Filmbeschreibungen waren in dieser Frühphase der Filmpublizistik in der Regel unkritisch und positiv, zum einen, da viele Blätter in der Hand von Filmverbänden (Verband der Kinobesitzer, Verband der Kino-Industriellen et cetera) waren und als deren „offizielles Organ“ fungierten, zum anderen, da sich die Filmbranche bis in die 1920er-Jahre starken Anfeindungen aus der bürgerlichen Gesellschaft und der Theaterbranche ausgesetzt sah. Derartigen, teils existenzbedrohlichen, Anfeindungen und Boykottaufrufen, wollte man mit kritischer Berichterstattung über die Qualität der Filmproduktion nicht Vorschub leisten. Dennoch entstanden in der Ersten Republik nach und nach Publikumszeitschriften, nicht zuletzt, da der Film längst ein Massenmedium geworden war und die Ausdifferenzierung und starke Konkurrenzsituation der Filmbranche größeres Augenmerk auf Qualitätskriterien lenkte. Als eines der ersten Blätter ging Die Filmwoche (1913–1918) in diese Richtung. In dieser wöchentlich erscheinenden Filmzeitschrift erschienen auch Texte namhafter Publizisten wie Egon Friedell und Georg Lukács.
Mit dem Anschluss Österreichs an den NS-Staat mussten fast alle Filmzeitschriften eingestellt werden, nur ausgewählte Blätter konnten unter direkter Kontrolle der neuen Machthaber bis 1945 weitergeführt werden.